# Amphicnaeia lineata
Amphicnaeia lineata är en skalbaggsart som beskrevs av Bates 1866. Amphicnaeia lineata ingår i släktet Amphicnaeia och familjen långhorningar. Inga underarter finns listade i Catalogue of Life.